# Waffenpass
Der Waffenpass ist ein waffenrechtliches Dokument, welches von einer Behörde ausgestellt wird und unter anderem das Führen (geladen mit sich führen) von bestimmten (Schuss-)Waffen regelt.
Im deutschsprachigen Raum sind dies:
- Waffenschein (Deutschland und Schweiz)
- Waffenpass (Österreich)